# Дойбица
До́йбица — река в Московской и Тверской областях России, правый приток Волги.
Берёт начало в болотах близ деревни Березино, восточнее станции «Решетниково» Октябрьской железной дороги, впадает в Шошинский плёс Московского моря. Приток — река Ведома.
Длина реки — 24 км (по другим данным — 25 км), площадь водосборного бассейна — 192 км². Равнинного типа. Питание преимущественно снеговое. Дойбица обычно замерзает в середине ноября, вскрывается в середине апреля.
На карте Подмосковья Шуберта 1860 года Дойбица обозначается как Ушойца до слияния с Ведомой, как Дойвойца от слияния с Ведомой до устья.
Малопривлекательна для туристов из-за сильной заболоченности в верхнем течении и открытых густонаселённых берегов в низовьях. Смешанные леса наблюдаются лишь в междуречье Дойбицы и её левого притока Ведомы.
По данным государственного водного реестра России, относится к Верхневолжскому бассейновому округу. Речной бассейн — (Верхняя) Волга до Куйбышевского водохранилища (без бассейна Оки), речной подбассейн — бассейны притоков (Верхней) Волги до Рыбинского водохранилища, водохозяйственный участок — Волга от города Твери до Иваньковского гидроузла (Иваньковское водохранилище).